# Menegazzia fissicarpa
Menegazzia fissicarpa är en lavart som beskrevs av P. James. Menegazzia fissicarpa ingår i släktet Menegazzia och familjen Parmeliaceae.   Inga underarter finns listade i Catalogue of Life.